# Медоједи
Медоједи или медарице (лат. Meliphagidae) су породица птица певачица, која укључује 50 родова са 187 врста. Од којих већина насељава Аустралију и Нову Гвинеју, у мањем броју их има и на Новом Зеланду, острвима Тихог океана, на истоку све до Самое и Тонге, а има их и на острвима северно и западно од Нове Гвинеје (источно од Воласове линије), као и на острву Бали (западно од Воласове линије), где постоји једна врста.

## Таксономија и систематика
Родови Cleptornis и Apalopteron, су недавно, на основу резултата анализе ДНК, премештени из породице медоједа у породицу Zosteropidae. Род Notiomystis, је такође премештен из породице медоједа и смештен у нову породицу Notiomystidae (чији је једини члан).
У студији спроведеној 2008, која је укључивала молекуларно филогенетске анализе музејских примерака из родова Moho и Chaetoptila, изнете су тврдње да, ова два изумрла рода, ендемита Хаваја, не припадају породици медоједа (Meliphagidae), већ чине нову, засебну породицу Mohoidae.
Са друге стране за врсту Macgregoria pulchra, која је смештана у породицу рајских птица (Paradisaeidae), недавно је откривено да припада породици медоједа.
Недавно је откривена нова врста из породице медоједа (или медарица), Melipotes carolae, описана 2007 и откривена децембра 2005. на планинама Фоџа у индонежанској покрајини Папуи.

### Класификација
Породица садржи 50 родова са 187 врста, од којих је приближно једна половина насељена у Аустралији, а велики део осталих врста насељава Нову Гвинеју.
Породица: Meliphagidae
- Род Sugomel
  - Sugomel nigrum
- Род Myzomela
  - Myzomela blasii
  - Myzomela albigula
  - Myzomela eques
  - Myzomela obscura
  - Myzomela cruentata
  - Myzomela nigrita
  - Myzomela pulchella
  - Myzomela adolphinae
  - Myzomela kuehni
  - Myzomela dammermani
  - Myzomela erythrocephala
  - Myzomela chloroptera
  - Myzomela wakoloensis
  - Myzomela boiei
  - Myzomela sanguinolenta
  - Myzomela caledonica
  - Myzomela rubrata
  - Myzomela cardinalis
  - Myzomela chermesina
  - Myzomela sclateri
  - Myzomela pammelaena
  - Myzomela lafargei
  - Myzomela eichhorni
  - Myzomela melanocephala
  - Myzomela malaitae
  - Myzomela tristrami
  - Myzomela jugularis
  - Myzomela erythromelas
  - Myzomela vulnerata
  - Myzomela rosenbergi
- Род Gliciphila
  - Gliciphila melanops
- Род Glycichaera
  - Glycichaera fallax
- Род Ptiloprora
  - Ptiloprora plumbea
  - Ptiloprora erythropleura
  - Ptiloprora guisei
  - Ptiloprora mayri
  - Ptiloprora meekiana
  - Ptiloprora perstriata
- Род Acanthorhynchus
  - Acanthorhynchus tenuirostris
  - Acanthorhynchus superciliosus
- Род Certhionyx
  - Certhionyx variegatus
- Род Prosthemadera
  - Prosthemadera novaeseelandiae
- Род Anthornis
  - Anthornis melanura
- Род Pycnopygius
  - Pycnopygius ixoides
  - Pycnopygius cinereus
  - Pycnopygius stictocephalus
- Род Cissomela
  - Cissomela pectoralis
- Род Lichmera
  - Lichmera lombokia
  - Lichmera argentauris
  - Lichmera limbata
  - Lichmera indistincta
  - Lichmera incana
  - Lichmera squamata
  - Lichmera alboauricularis
  - Lichmera deningeri
  - Lichmera monticola
  - Lichmera flavicans
  - Lichmera notabilis
- Род Phylidonyris
  - Phylidonyris pyrrhoptera
  - Phylidonyris novaehollandiae
  - Phylidonyris nigra
- Род Trichodere
  - Trichodere cockerelli
- Род Grantiella
  - Grantiella picta
- Род Plectorhyncha
  - Plectorhyncha lanceolata
- Род Xanthotis
  - Xanthotis polygrammus
  - Xanthotis macleayanus
  - Xanthotis flaviventer
  - Xanthotis provocator
- Род Philemon
  - Philemon meyeri
  - Philemon brassi
  - Philemon citreogularis
  - Philemon kisserensis
  - Philemon inornatus
  - Philemon fuscicapillus
  - Philemon subcorniculatus
  - Philemon moluccensis
  - Philemon plumigenis
  - Philemon buceroides
  - Philemon novaeguineae
  - Philemon cockerelli
  - Philemon eichhorni
  - Philemon albitorques
  - Philemon argenticeps
  - Philemon corniculatus
  - Philemon diemenensis
- Род Melitograis
  - Melitograis gilolensis
- Род Entomyzon
  - Entomyzon cyanotis
- Род Melithreptus
  - Melithreptus gularis
  - Melithreptus validirostris
  - Melithreptus brevirostris
  - Melithreptus albogularis
  - Melithreptus lunatus
  - Melithreptus chloropsis
  - Melithreptus affinis
- Род Foulehaio
  - Foulehaio carunculatus
  - Foulehaio taviunensis
  - Foulehaio procerior
- Род Nesoptilotis
  - Nesoptilotis leucotis
  - Nesoptilotis flavicollis
- Род Ashbyia
  - Ashbyia lovensis
- Род Epthianura
  - Epthianura tricolor
  - Epthianura aurifrons
  - Epthianura crocea
  - Epthianura albifrons
- Род Melilestes
  - Melilestes megarhynchus
- Род Macgregoria
  - Macgregoria pulchra
- Род Melipotes
  - Melipotes gymnops
  - Melipotes fumigatus
  - Melipotes carolae
  - Melipotes ater
- Род Timeliopsis
  - Timeliopsis fulvigula
  - Timeliopsis griseigula
- Род Conopophila
  - Conopophila albogularis
  - Conopophila rufogularis
  - Conopophila whitei
- Род Ramsayornis
  - Ramsayornis fasciatus
  - Ramsayornis modestus
- Род Acanthagenys
  - Acanthagenys rufogularis
- Род Anthochaera
  - Anthochaera chrysoptera
  - Anthochaera lunulata
  - Anthochaera carunculata
  - Anthochaera paradoxa
  - Anthochaera phrygia
- Род Bolemoreus
  - Bolemoreus frenatus
  - Bolemoreus hindwoodi
- Род Caligavis
  - Caligavis chrysops
  - Caligavis subfrenata
  - Caligavis obscura
- Род Lichenostomus
  - Lichenostomus melanops
  - Lichenostomus cratitius
- Род Manorina
  - Manorina melanophrys
  - Manorina melanocephala
  - Manorina flavigula
  - Manorina melanotis
- Род Meliarchus
  - Meliarchus sclateri
- Род Melidectes
  - Melidectes fuscus
  - Melidectes whitemanensis
  - Melidectes nouhuysi
  - Melidectes princeps
  - Melidectes ochromelas
  - Melidectes leucostephes
  - Melidectes rufocrissalis
  - Melidectes foersteri
  - Melidectes belfordi
  - Melidectes torquatus
- Род Purnella
  - Purnella albifrons
- Род Stomiopera
  - Stomiopera unicolor
  - Stomiopera flavus
- Род Gavicalis
  - Gavicalis versicolor
  - Gavicalis fasciogularis
  - Gavicalis virescens
- Род Ptilotula
  - Ptilotula flavescens
  - Ptilotula fuscus
  - Ptilotula keartlandi
  - Ptilotula plumulus
  - Ptilotula ornatus
  - Ptilotula penicillatus
- Род Meliphaga
  - Meliphaga mimikae
  - Meliphaga montana
  - Meliphaga orientalis
  - Meliphaga albonotata
  - Meliphaga analoga
  - Meliphaga vicina
  - Meliphaga gracilis
  - Meliphaga cinereifrons
  - Meliphaga flavirictus
  - Meliphaga albilineata
  - Meliphaga fordiana
  - Meliphaga reticulata
  - Meliphaga aruensis
  - Meliphaga notata
  - Meliphaga lewinii
- Род Guadalcanaria
  - Guadalcanaria inexpectata
- Род Oreornis
  - Oreornis chrysogenys
- Род Gymnomyza
  - Gymnomyza viridis
  - Gymnomyza brunneirostris
  - Gymnomyza samoensis
  - Gymnomyza aubryana
- Род Myza
  - Myza celebensis
  - Myza sarasinorum
- Род Stresemannia
  - Stresemannia bougainvillei
- Род Glycifohia
  - Glycifohia undulata
  - Glycifohia notabilis